# 극장판 포켓몬스터 DP: 아르세우스 초극의 시공으로
아르세우스 초극의 시공으로(일본어: 劇場版ポケットモンスター ダイヤモンド&パール アルセウス 超克の時空へ)는 포켓몬스터 극장판의 12번째 작품이면서 다이아몬드&펄 극장판의 3번째 작품이다. 제62회 로카르노 국제 영화제〈MANGA IMPACT〉특별 초대 작품이다.

## 개요
당초 발표된 타이틀은 〈초극의 시공으로〉였지만, 후에 본작으로에서 주제가 되는 아르세우스가 더해져 〈아르세우스 초극의 시공으로〉가 정식 타이틀이 되었다. 일부에서는 〈극장판 포켓몬스터 다이아몬드&펄·플라티나 아르세우스 초극의 시공으로〉로도 표기되기도 한다. 이 〈플라티나〉가 더해진 명칭은 전작에서는 광고에만 등장한 것이었다.
현재 작품은 〈디아루가 vs 펄기아 vs 다크라이〉로부터 계속되는 〈신들의 싸움〉3부작의 마지막 장이라고 하는 설정이며, 전작과 전전 작에서 싸움을 펼친 디아루가, 펄기아, 기라티나도 다시 등장한다.
엔딩의 뒤에 2010년에 영화가 공개된다는 예고 영상이 나오는데 루기아와 칠색조가 등장한다.
또, 2011년 가을에 〈금·은〉의 리메이크 작품 〈하트 골드·소울 실버〉의 발매를 앞에 두고 있기도 해, 일반 피츄와는 귀의 형상이 다른 〈기자미미 피츄〉(삐죽귀피츄)(Spiky eared Pichu)나, 치코리타, 브케인, 리아코등 성도 지방을 대표하는 포켓몬도 많이 등장한다.
대한민국에서는 2009년 12월 24일에 전국 롯데시네마에서 개봉하였다.

### 예매권·배포 포켓몬
본작의 극장판의 예매권과 바꿀 수 있는 포켓몬은 피츄이다. 이 피츄는 다른 형태로 진화 후의 모습인 피카츄에 가깝다. 이런은 〈실마리 고담〉(본작으로 기자미미 피츄를 연기하는 나카가와 쇼코의 애칭보다 빼앗기고 있다).
일본에서는 극장에서 닌텐도 DS 포켓몬스터Pt 기라티나로 7월 18일에서 9월 30일까지 무선 통신으로 아르세우스를 배포를 했었다.
한국에서는 2009년 12월 24일 (개봉일)부터 배포를 했었다.
그리고 전국 롯데시네마에서 아르세우스라는 환상의 포켓몬을 배포한다. 아르세우스의 필살기, 심판의 뭉치와 디아루가의 필살기, 시간의 포효, 펄기아의 필살기, 공간절단, 기라티나의 필살기, 섀도다이브를 지니고 있고 평범한 게임스토리로는 얻을 수 없는 프레셔볼로 잡혀져 있다.

## 주제가
- 여는곡: 〈하이 터치!2009〉한국어 : 웃어봐 (영화판)
작사: 토다 쇼고 / 작곡·편곡: 다나카 히로카즈 / 노래: 지우(마츠모토 리카)&빛나(토요구치 메구미)
- 닫는곡: 〈코코로노 안테나〉 (心のアンテナ 마음의 안테나[*]) 한국어 : 시공을 달리다.
작사: 마츠모토 타카시 / 작곡: 호소노 하루오미 / 편곡: 시마다 아키노리 / 노래: 나카가와 쇼코

## 같이 보기
- 포켓몬스터
- 포켓몬스터 다이아몬드&펄

## 스토리
지금으로부터 아득히 먼 옛날, 고대 시대라고 불러도 될 만큼의 먼 옛날이었다. 위기에 빠진 세상을 구해준 창조주신 포켓몬 '아르세우스', 세상은 구해졌으나 아르세우스 자신 또한 죽을 위기에 처해졌지만 그것을 구해준 인간 '다모스'. 이렇게 창조주신과 인간의 우정이 쌓아지고, 황폐해진 땅은 아르세우스의 목숨의 일부를 이용한 '생명의 보옥'으로 되살린다. 약속한 날이 되면 돌려주기로 했으나 다모스는 그것을 돌려주지 않았다. 되려 전기와 돌 세례만 받은 아르세우스는 몸과 마음을 회복하기 위해 스스로 잠든다.
오랜 세월 뒤, 현대 시대. 지우 일행은 고대로부터 내려오는 유적으로 유명한 미케나에 도착했다. 자연과 어울려 놀지만 갑작스레 괴상한 소용돌이 난리가 발생한다. 이 때문에 위기에 빠진 피카츄와 팽도리를 디아루가가 구해줬으나 갑자기 나타난 기라티나는 아직도 오해를 풀지 않고 있은 채 디아루가에게 공격을 감행한다. 지우와의 우정으로 인해 어떻게든 오해를 풀었지만 이번엔 또 디아루가가 소용돌이에 휘말린다. 거기서 펄기아는 디아루가를 구해줄 정도로 이미 모든 것에 대한 화해를 한 상태였다. 지우 일행은 피카츄와 팽도리를 구해준 것에 대한 보답으로 시나, 케빈을 따라 유적 지하에서 아르세우스에 대한 설명을 듣는다. 그 와중에 '시공의'라는 것을 이용하던 그들은 아르세우스가 깨어나 오고 있음을 알아챈다. 아르세우스는 과거의 인간에 대한 분노와 증오를 품은 채 인간을 멸하기 위해 가차없이 폭격한다. 이를 위해 시나가 생명의 보옥을 돌려주려고 해보지만, 모조품이었고 마음 읽기 또한 실패한다. 이 때 전설의 포켓몬들이 나타나 지우 일행을 도와 사상 최고의 전설의 포켓몬들의 싸움 장면을 일궈낸다. 이 와중에 디아루가는 시나와 지우 일행을 과거로 보내버리는데...과연 과거에는 정말로 어떤 일이 있었을까? 다모스는 정말로 아르세우스를 배신했을까?

## 성우(일본판)
자세한 것은 포켓몬스터의 등장인물을 참조.
- 지우 : 마츠모토 리카
- 피카츄 : 오타니 이쿠에
- 웅 : 우에다 유지
- 빛나 : 토요구치 메구미
- 팽도리 : 고자쿠라 에쓰코
- 로사 : 하야시바라 메구미
- 로이, 수풀부기 : 미키 신이치로
- 나옹 : 이누야마 이누코
- 나레이션 : 이시즈카 운쇼

### 특별
- 시나 : 기타노 기이(특별 출연)
- 케빈 : 기시 유지
- 다모스 : 다카시마 마사히로(특별 출연)
- 기신 : 야마데라 고이치(특별 출연)

## 등장인물
시나
성우 - 키타노 키이 / 문남숙
미케네 마을의 유적을 지키는 신비의 소녀. 초극하라, 시공의 운명이라는 신비한 주문을 통해 포켓몬의 마음을 알아볼 수 있지만, 유감스럽게도 포켓몬의 분노가 극에 달하면 시나의 힘이 미치지 못한다고 한다. 디아루가의 도움을 받고 있다. 고대 전설에 대해 해박하다.
케빈
성우 - 기시 유시 / 신용우
시나의 동료. 역시 고대 전설에 대해선 굉장히 해박하다.
다모스
성우 - 타카시마 마사히로 / 송준석
시나의 조상이며, 포켓몬의 마음을 읽을 수 있다. 아주 오래전의 전설에 의하면, 아르세우스와의 신의를 져버리고 '생명의 보옥'을 가로챘다고 전해 내려온다. 하지만 이제 그 오해의 베일이 벗겨진다. 파트너는 '삐죽귀 피츄'.
삐죽귀 피츄
성우 - 나카가와 쇼코 / 유상우
다모스의 파트너. 피카츄와 팽도리와 함께 다모스를 구하고자 나선다.
기신
성우 - 야마데라 코이치 / 양석정
원래 다모스의 충성스런 부하였다. 그러나 베일에 싸인 다모스의 배신에 아주 크게 관여가 되어 있는, 사악한 자이다.
디아루가
시간을 다스리는 전설의 포켓몬으로써, 시나를 도와주고 있다. 아르세우스 부활 조짐 파장에 의한 소용돌이에서 피카츄와 팽도리를 구해준다.
기라티나
반전 세계를 다스리는 포켓몬으로써 아직 디아루가에 대한 분노와 오해를 풀지 않은 기라티나. 디아루가와의 관계는 어떻게 될 것인가?
펄기아
공간을 다스리는 전설의 포켓몬. 벌써 디아루가와의 오해를 깨끗이 풀고 화해한 상태이다. 디아루가가 소용돌이에 휘말리자 구해준다.
아르세우스
성우 - 미와 아키히로 / 정재헌
이 세상 모든 것을 만든 창조포켓몬. 생명의 근원(게임에서는 각 타입 별의 플레이트)을 이용하여 그 어떤 공격이든 다 막아낸다. 말 그대로 창조신인지라, 디아루가, 펄기아, 기라티나의 힘을 압도하는 것은 자연스러운 일이다. 과거 고대 시대에, 다모스에게 배신당한 것에 대한 분노와 증오를 품고 몸과 마음을 회복한 뒤 다시 미케나에 찾아와 그의 특기, '심판의뭉치'를 날려 폭격한다. 아르세우스 부활 조짐의 파장에 전작 디아루가vs펄기아vs다크라이에서의 디아루가와 펄기아의 싸움이 크게 관여되어 있고, 또한 그의 후작인 기라티나와 하늘의 꽃다발 쉐이미에서 기라티나의 디아루가와 펄기아에 대한 분노의 이유에도 관여가 되어 있다.